# Saint-Paul-en-Born
Saint-Paul-en-Born (okzitanisch Sent Pau de Bòrn) ist eine französische Stadt mit 982 Einwohnern (Stand 1. Januar 2022) im Département Landes in der Region Nouvelle-Aquitaine. Sie gehört zum Arrondissement Mont-de-Marsan und zum Kanton Côte d’Argent.

## Geografie
Saint-Paul-en-Born ist eine Gemeinde im Pays de Born. Sie liegt etwa sieben Kilometer östlich von Mimizan und 13 Kilometer östlich der Atlantikküste.
Nachbargemeinden sind Saint-Eulalie-en-Born im Norden, Pontenx-les-Forges im Osten, Escource im Südosten, Mézos im Süden sowie Aureilhan und Mimizan im Westen.